# 한평초등학교
한평초등학교(韓坪初等學校)는 대한민국 경상남도 진주시에 있었던 공립 초등학교이다.

## 학교 연혁
- 1946년 8월 10일 : 한평국민학교 설립 인가
- 1981년 3월 1일 : 병설유치원 설립인가
- 1986년 3월 1일 : 벽지학교 지정
- 1995년 9월 1일 : 대평분교장 본교 편입
- 1996년 3월 1일 : 한평초등학교로 교명 개칭
- 1997년 5월 1일 : 현 신축 교사로 이전
- 1998년 3월 1일 : 신풍분교장 통폐합
- 2001년 1월 8일 : 벽지학교 해제
- 2015년 2월 13일 : 제60회 졸업식(5명 졸업, 졸업생 : 1982명)
- 2015년 3월 1일 : 24대 양병모 교장 취임
- 2018년 2월 28일 : 폐교[1]

## 참고 자료
- 한평초등학교 - 한국교육학술정보원 학교알리미